# Appias drusilla
Appias drusilla, branca-da-florida ou branca-tropical, é uma borboleta da família Pieridae. É encontrada na América tropical do norte do Brasil ao sul da Flórida peninsular e das Florida Keys e Antilhas. Ela frequentemente visita o litoral do Texas e é rara em Nebraska e Colorado. O habitat consiste de florestas sempre verdes ou semideciduais de várzea.
A envergadura é de 53 a 77 mm. Os machos são brancos sólidos nas superfícies superior e inferior das asas, exceto por uma borda estreita de preto ao longo da margem costal anterior. A fêmea tem duas formas: a forma da estação seca é toda branca e a forma da estação chuvosa tem o preto ao longo da margem costal da forquilha e uma asa traseira superior amarelo-alaranjada. A forma de estação seca fica na asa de outubro a abril e a forma úmida na temporada de maio a setembro. Elas se alimentam de néctar de flores de uma variedade de ervas daninhas e plantas de jardim, incluindo Lantana e Eupatorium.
As larvas se alimentam de espécies Brassicaceae, incluindo Drypetes lateriflora e Capparis flexuosa na Flórida. Elas adoram sombras e se alimentam durante a noite e em dias nublados.

## Subespécies
As seguintes subespécies são reconhecidas: 
- A. d. drusilla (Peru, Argentina, Brasil: Rio de Janeiro, Rondônia)
- A. d. castalia (Fabricius, 1793) (Jamaica)
- A. d. poeyi (Butler, 1872) (Cuba)
- A. d. neumoegenii (Skinner, 1894) (Flórida)
- A. d. monomorpha Hall, 1936 (Granada)
- A. d. boydi Comstock, 1943 (República Dominicana)
- A. d. comstocki Dillon, 1947 (Dominica)
- A. d. tenuis Lamas, 1981 (Peru)

## Galeria

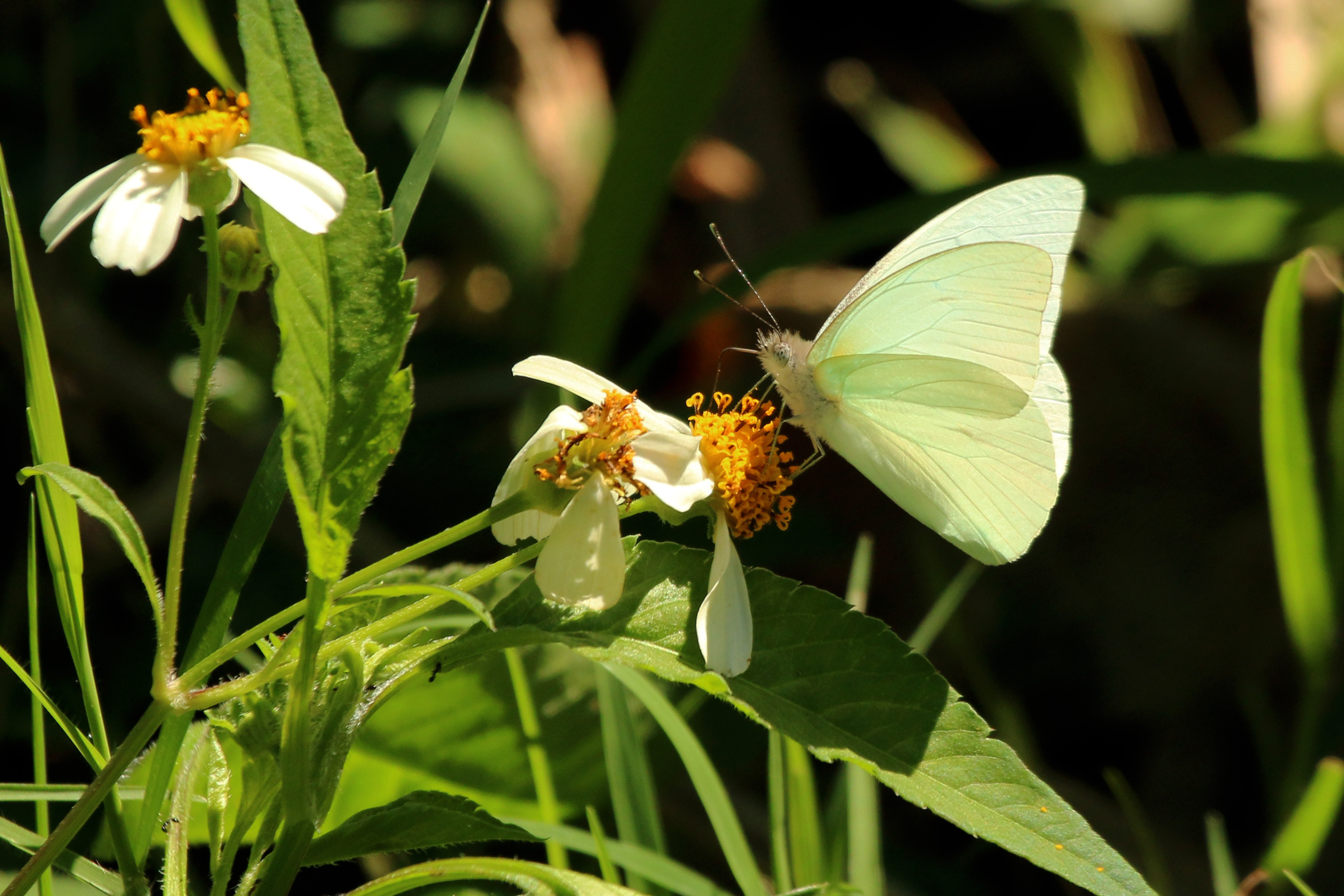
A. d. castalia, Jamaica